# Skodborg Sogn
Skodborg Sogn (dt.: Schottburg) eine Kirchspielsgemeinde (dän.: Sogn)  im südlichen Dänemark. Bis 1970 gehörte sie zur Harde Frøs Herred im damaligen Haderslev Amt, danach zur Rødding Kommune im Sønderjyllands Amt, die im Zuge der  Kommunalreform zum 1. Januar 2007 in der „neuen“  Vejen Kommune in der Region Syddanmark aufgegangen ist.
Im Kirchspiel leben 1814 Einwohner, davon 1271 im Kirchdorf (Stand: 1. Januar 2023). Im Kirchspiel liegt die Kirche „Skodborg Kirke“.
Skodborg war 1905 bis 1933 Eisenbahnendpunkt einer Strecke der Haderslev Amts Jernbaner (deutsch: Haderslebener Kreisbahn).
Nachbargemeinden sind im Süden Jels Sogn, im Westen Skrave Sogn, im Norden Vejen Sogn und im Nordosten Andst Sogn, sowie in der benachbarten Kolding Kommune im Osten Vamdrup Sogn.

## Persönlichkeiten
- Johann Matthias Schultz (* 1771 in Skodborg; † 1849 in Quickborn), Klassischer Philologe und Hochschullehrer
- Flemming C. Lund (* 1975 in Skodborg), Metal-Gitarrist